# USS Hartford (SSN-768)
Lo USS Hartford (hull classification symbol SSN-768) è un sottomarino nucleare di Classe Los Angeles attualmente operativo con la United States Navy.
Il contratto di costruzione venne assegnato alla Electric Boat Division della General Dynamics Corporation di Groton (Connecticut) il 30 giugno 1988 e venne completato il 22 febbraio 1992. Il varo avvenne il 4 dicembre 1993 sotto il patrocinio di Laura O'Keefe. Il sottomarino prese il mare per la prima volta il 10 dicembre 1994, sotto la guida del comandante George Kasten.
Il 25 ottobre 2003 l'Hartford in manovra si incagliò nella rada di La Maddalena. Riporterà danni per circa 9 milioni di dollari e resterà fuori servizio per 7 mesi.

## Incidente a La Maddalena
- 24 ottobre 2003 - Il sommergibile Hartford dovrebbe lasciare la base di Santo Stefano ma sopraggiungono problemi al sonar. Rimane a fianco della nave appoggio USS Emory Land in attesa dei pezzi di ricambio.
- 25 ottobre 2003 - La visibilità in rada è buona e il vento proveniente da est è tra i 12 e i 15 nodi (da 22 a 28 km/h). Il sommergibile USS Springfield deve prendere il mare e lasciare il posto all'USS Miami. Per facilitare la manovra viene ordinato all'USS Hartford di lasciare la rada.
  - 11:55 Hartford si allontana dalla nave appoggio e imbocca il canale di uscita. Segue una sommaria ricostruzione dell'accaduto basata sulle registrazioni audio e i dati degli strumenti di bordo.
  - 12:09 L'equipaggio nota una discrepanza di 4 nodi (7,4 km/h) nelle rilevazioni di velocità da parte degli strumenti di bordo. L'intero sistema elettronico di navigazione si blocca e nonostante i numerosi tentativi è impossibile riavviarlo.
  - 12:22 Il comandante ordina di incrementare la velocità a 12 nodi (22 km/h) per mantenere la velocità reale pianificata di 9,5 nodi (17,6 km/h).
  - 12:30 Il team di navigazione tenta di fissare la posizione esatta sulla carta, ma sono 365 metri più vicini di quanto credono all'Isola delle Bisce. Inseriscono nel sistema la posizione errata.
  - 12:34 L'Hartford compie l'ultima virata prevista per tornare in rada. Direzione nord - nord est. Viaggia ad almeno 10 nodi.
  - 12:36 Il team di navigazione tenta di fissare il punto, ma non è in grado di confermarlo. Cresce la concitazione sul ponte di comando. Il comandante chiede "Navigatore, dove ***** siamo?"("Nav, where the **** are we?")
  - 12:37 Il marinaio addetto al controllo della profondità avverte il ponte di comando che il fondale è di poco più di 30 metri e decresce rapidamente. Una motovedetta della Guardia Costiera italiana si accorge che il sommergibile è fuori posizione, tenta di contattare l'Hardtford via radio e tramite telefono cellulare, ma ogni tentativo è vano.
  - 12:37:30 Il profondimetro segnala i 25 metri
  - 12:37:45 Il profondimetro segnala i 15 metri
  - 12:40 Hartford tocca il fondo a circa 1 000 metri dall'Isola delle Bisce. Inizia a rallentare. Spaventato dalla possibilità di rimanere incastrato tra le rocce il capitano Greg Parker ordina "Motori a tutta." ("Speed on.").
  - La prima collisione è seguita da due ulteriori impatti. Il secondo è molto consistente, ruota il sommergibile di 12 gradi e lo fa emergere.

### Conseguenze

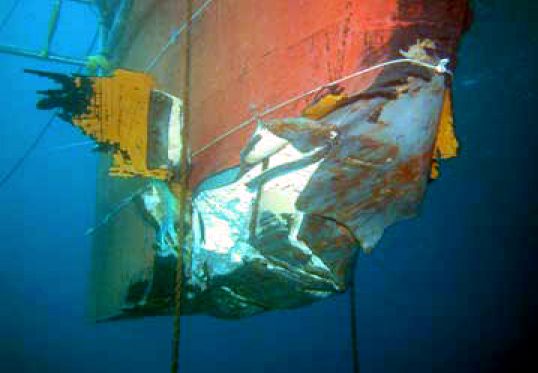
I danni allo scafo dellHartford

I danni furono talmente consistenti che non fu possibile completare le riparazioni a La Maddalena, e si decise quindi di effettuare una sommaria e provvisoria messa in sicurezza dello scafo e successivamente l'Hartford riprese il mare per raggiungere la base navale di Norfolk in Virginia. Per ragioni di sicurezza la traversata dell'atlantico venne compiuta a velocità ridotta e il battello giunse a destinazione il 17 dicembre 2003. Venne valutato che il danno era anche più grave di quanto originariamente stimato, in quanto lo scafo presentava alcune lacerazioni profonde, e le riparazioni costarono circa 9 milioni di dollari e si protrassero per oltre 7 mesi.
In seguito all'incidente il comandante Christopher R. Van Metre, comandante dell'Hartford, e il commodoro Greg Parker vennero sollevati dal comando e richiamati negli Stati Uniti. Sei membri dell'equipaggio dovettero inoltre rispondere di condotta negligente.
Le conseguenze della fuga radioattiva non sono state ancora rese note.

### Reazioni
L'incidente è stato reso pubblico solo il 12 novembre 2003 ed ha suscitato molto clamore da parte di giornali e opinione pubblica.

## Collisione con la New Orleans
Il 20 marzo 2009 alle 22 circa, ora italiana, l'Hartford entra in collisione con l'USS New Orleans nello stretto di Hormuz, ferendo leggermente quindici membri del proprio equipaggio. Entrambe le navi sono riuscite a procedere con i propri mezzi dopo l'incidente, sebbene la New Orleans abbia accusato la perdita di 94.000 litri di carburante.